# 대정초등학교 축구단
대정초등학교 축구부는 대한민국 제주특별자치도 서귀포시에 있는 초등학교 축구부이다. 

## 참고 자료
- “KFA 통합경기정보 시스템”. 대한축구협회.

## 같이 보기
- 대정초등학교